# Йохан Ойстах фон Вестернах
Йохан Ойстах фон Вестернах цу Кронберг (на немски: Johann Eustach von Westernach zu Kronburg) е четиридесет и четвъртият Велик магистър на рицарите от Тевтонския орден.